# Synowie Wolności

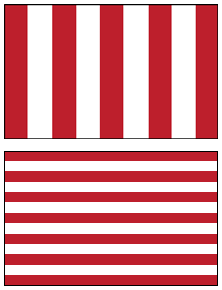
Flaga Synów Wolności

Synowie Wolności (ang. Sons of Liberty) – tajne stowarzyszenie powstałe w 1765 w Bostonie w odpowiedzi na dyskryminacyjną politykę fiskalną (ustawa o pieczęciach) stosowaną przez imperium brytyjskie wobec kolonistów amerykańskich. Członkami organizacji byli głównie kupcy, robotnicy, rzemieślnicy, prawnicy i inni. 
Wpływowi przywódcy rewolucji amerykańskiej, tacy jak John Adams i Samuel Adams nie byli jej członkami, ale wspierali cel prowadzonej przez nią działalności. Przed końcem wspomnianego roku, Synowie Wolności byli już w każdej z trzynastu kolonii. Na ich fladze znajdowało się siedem poziomych czerwonych pasów, z białymi pasami je rozdzielającymi, podobnie jak na późniejszej fladze USA.
Najbardziej znaną operacją była herbatka bostońska.